# 脂肪乳

脂肪乳，全名為脂肪乳化劑靜脈營養輸液，較有名的商品名為Intralipid，是一种靜脈注射的脂類溶液。传统上作為腸道外營養的一部分。它们还用于治疗多种中毒症，包括局部麻醉药、乙型交感神經阻斷劑、鈣離子通道阻滯劑中毒、有机磷酸酯中毒和抗精神病药中毒 。
副作用通常很少，但包括可能过敏、胰腺炎和急性呼吸窘迫症候群。若患有某些真菌感染，使用脂肪乳可能使治療更為複雜。此外，它用於解毒的作用機轉並不清楚。
脂肪乳自1961年起於医疗上使用。在1998年起用于解毒。不同版本的製劑，成份来源不同。常见来源包括大豆、椰子、油橄欖、鸡蛋和鱼类。在美国，2021 年，每 250 毫升 20% 的成本约为 47 美元。

## 外部連節
- 脂肪救援 （页面存档备份，存于）（脂肪乳作為解毒劑）